# Matogrossomyrfågel
Matogrossomyrfågel (Cercomacra melanaria) är en fågel i familjen myrfåglar inom ordningen tättingar.

## Utbredning och systematik
Fågeln förekommer från östra Bolivia till södra-centrala Brasilien (Mato Grosso) och norra Paraguay. Den behandlas som monotypisk, det vill säga att den inte delas in i några underarter.

## Status
IUCN kategoriserar arten som livskraftig.